# سخت‌رویی
سخت رویی یک ویژگی شخصیتی است که با توانایی فرد در مدیریت و پاسخگویی به وقایع استرس زای زندگی با کمک راه حل های مقابله ای همراه است که شرایط ناخوشایند بالقوه را به فرصت های یادگیری و رشد تبدیل می کند.
سخت‌رویی روانشناختی، برای اولین بار توسط «سوزان کوباسا» در سال 1979 معرفی شداین اصطلاح در رابطه با افرادی به کار برده می شود که در برابر فشارهای روانی مقاوم تر هستند و نسبت به افراد دیگر کمتر مستعد بیماری می باشند. معمولا این افراد کنترل بیشتری روی زندگی خود دارند. همچنین این افراد در قبال تغییرات پذیراتر می باشند. این ویژگی با تمایل به درگیری عمیق، نیاز به کنترل و تمایل به یادگیری از وقایع زندگی بدون در نظر گرفتن نتایج آن مشخص می شود.سخت‌رویی روان شناختی عبارت است از خصوصیات شخصیتی خاصی که سه ویژگی تعهد، مبارزه جویی و حس کنترل را دارد و فرد را در مقابل فشار روانی مقاوم می کند.سخت رویی روانشناختی مجموعه ای از باورها در مورد خود و جهان است که از سه مؤلفه تعهد، کنترل و مبارزه جویی تشکیل یافته است.
سخت‌رویی به یک نوع سبک شخصیتی گفته می‌شود که در آن شخصی به جای عقب‌نشینی و کنار کشیدن، احساس التزام می‌کند و به جای احساس عجز و ناتوانی احساس نوعی کنترل می‌کند و مشکلات زندگی را چالش می‌داند و نه تهدید. به جهت این سبک شخصیتی، این گونه افراد هنگامی که با مشکلات زندگی روبرو می‌شوند، به جای اینکه مشکلات را غیرقابل حل بدانند، آن‌ها را چالش دانسته و با مشکل روبرو شده و در صدد حل آن بر می‌آیند.
تاب‌آوری میتواند به عنوان «توانایی بهبودی از یک موقعیت نامطلوب» تعریف شود اما سرسختی روان شناختی یکی از عوامل شخصیتی مهم است که در چگونگی مقابله شخص با فشار روانی تاثیر دارد.